# Vlag van de Samen

Vlag van de Samen

De vlag van de Samen is de officiële vlag van het Samische volk, dat in het noorden van de Noordse landen en op het Russische schiereiland Kola woont. De vlag wordt ook gebruikt als onofficieel symbool van Lapland. Het ontwerp bestaat uit een rood en een blauw vlak, van elkaar gescheiden door een groene en een gele verticale baan met daaroverheen een blauw-rode cirkel.

## Symboliek
De kleuren blauw, rood, geel en groen komen veel voor in gákti's, een traditioneel Samisch kledingstuk. De blauw-rode cirkel verwijst naar de zon en de maan, belangrijke symbolen in de Samische mythologie. Het rode deel van de cirkel symboliseert de zon; het blauwe de maan.
Het motief werd gekozen met het gedicht Päiven parneh ("Zonen van de zon") in gedachten. Dit gedicht van de Samische dominee Anders Fjellner (1795-1876), in de vorm van een joik, bevat veel Samische mythologische symboliek. Het gedicht beschrijft de Samen als "zonen en dochters van de zon", door de vereniging van een vrouwelijke Jötun uit het "Huis van de Dood" in het verre noorden met het nageslacht van de zon. De Samen worden in het volkslied van de Samen ook het "nageslacht van de Zonen van de Zon" genoemd.

## Ontwerp
De hoogte-breedteverhouding van de vlag is 75:101 (150 bij 202 cm). De onderlinge verhoudingen van het rode vlak, de groene baan, de gele baan en het blauwe vlak zijn 32,25:7:7:54,75.
De ring staat gecentreerd in het midden van de groene en de gele verticale banen. De breedte van de ring is gelijk aan 4/101 deel van de breedte van de vlag.
De kleuren zijn in de Pantone-codering als volgt gespecificeerd:
- rood: 485C;
- groen: 356C;
- geel: 116C;
- blauw: 286C.

## Geschiedenis

Eerste niet-officiële vlag van de Samen

De eerste (niet-officiële) vlag van de Samen werd in 1977 door Synnøve Persen ontworpen. De vlag werd gebruikt als een nationaal symbool in de demonstraties tegen een geplande dam in de rivier de Altaelva, een gebeurtenis die een nieuw tijdperk in het zelfbewustzijn van de Samen inluidde en daardoor een grote symbolische betekenis heeft. De vlag was een driekleur in rood, geel en blauw, in de verhouding 3:1:7. Opmerkelijk is dat de gele balk op de positie staat waar zich in vlaggen met het Scandinavisch Kruis de verticale kruisbalk bevindt. Persen leidde de kleuren rood, geel en blauw af uit de gákti's die veel Samen dragen.
Het idee dat de Samen een eigen vlag zouden moeten krijgen, werd lang als te radicaal gezien. Het zou verwijzen naar het separatistische idee dat de Samen een eigen staat zouden willen. Desalniettemin werden er steeds nieuwe ontwerpen gemaakt, zonder dat er een beslissing werd genomen.
De huidige officiële vlag van de Samen werd op 15 augustus 1986 aangenomen door de Dertiende Samische Conferentie van de Samische Raad in Åre in Zweden. De vlag was de winnende inzending van een ontwerpwedstrijd en is van de hand van Astrid Båhl uit Skibotn in Noorwegen.
In 2003, zeventien jaar na de aanname van de vlag door de Samische Raad, verkreeg de vlag in Noorwegen een officiële status. Noorse gemeenten moeten de vlag nu op 6 februari, de nationale feestdag van de Samen, hijsen.
Was de Samische Raad voorheen volledig eigenaar van de vlag, na de Achttiende Samische Conferentie moet het eigenaarschap met het Sameting gedeeld worden. Een gezamenlijk comité van nationale symbolen beslist over eventuele nieuwe symbolen.

## Vlaginstructie
De volgende dagen wordt de vlag van de Samen gehesen:
- 6 februari - Samische feestdag
- 25 maart - De Annunciatie
- juni - Midzomer
- 9 augustus - Internationale Dag van Inheemse Volken
- 15 augustus - Aanname van de vlag (1986)
- 18 augustus - Oprichting van de Samische Raad in 1956
- 26 augustus - Oprichting van het Zweedse Sameting (1993)
- 9 oktober - Oprichting van het Noorse Sameting in 1989.
- 9 november - Oprichting van het Finse Sameting in 1973.
- 15 november - Geboortedag van Isak Saba, de schrijver van het volkslied van de Samen (1875)